# 小行星8633
小行星8633（英語：8633）是一颗围绕太阳公转的小行星。1981年3月16日，舒爾特·巴斯在赛丁泉山发现了此天体。
这颗小行星的绝对星等为138.18046等。